# Pozdně antická malá doba ledová
Pozdně antická malá doba ledová byla dlouhotrvajícím ochlazením severní polokoule v 6. a 7. století našeho letopočtu, v období známém jako pozdní antika. Toto období se shoduje se třemi velkými sopečnými erupcemi v letech 535, 536, 539, 540 a 547. Extrémní povětrnostní jevy z let 535–536 byly počátečními jevy stoletého globálního poklesu teploty. Podle jedné studie došlo ke globálnímu ochlazení o 2 °C. Díky extrémním dopadům na tehdejší společnost je některými historiky rok 536 označován jako „nejhorší rok v dějinách lidstva“.  

## Příčiny ochlazení
Existence období ochlazení byla jako teorie navržena v roce 2015 a následně potvrzena jako období od roku 536 do přibližně 660 n. l. Jako důvody byly navrženy sopečné erupce, dopady meteoritů na zemský povrch, nebo kometa explodující v horních vrstvách atmosféry. Pro teorii meteoritu je problémem, že nebyl nalezen žádný kráter po dopadu meteoritu, ačkoli byly provedeny důkladné průzkumy na pevnině i mořském dně. V případě teorie dopadu komety o velikosti půl kilometru explodující v atmosféře by takový výbuch musel zanechat rozsáhlou oblast trosek na zemském povrchu.
Většina důkazů ukazuje na sopečné erupce, ke kterým došlo v letech 536, 540 a 547. Ačkoli konkrétní sopky zatím nebyly určeny, mohlo se jednat o Tavurvur na Papui Nové Guineji, Ilopango v Salvadoru nebo Krakatau v Indonésii. Nicméně při vyšetřování v roce 2018 byla analyzována jádra ledovců ve Švýcarsku. Částice skla v jádrech se shodovaly se sopečnými horninami z Islandu, což sopky z této ostrovní země činí pravděpodobnými kandidáty na zdroj erupce roku 536.
Tato erupce vyvrhla do atmosféry více částic, než erupce sopky Tambora v roce 1815 (která způsobila „rok bez léta“). K další erupci, jejíž místo není známo, došlo v roce 547. Důkazy pochází z rekonstrukce teplot pracovní skupiny Euro-Med2k mezinárodního projektu PAGES (Past Global Changes), která použila měření letokruhů stromů z pohoří Altaj, jež přesně odpovídají teplotám v Alpách v posledních dvou stoletích.
Důsledkem těchto sopečných erupcí byla zcela zatažená obloha na dlouhých 18 měsíců, jev známý jako sopečná zima. Letní teploty v Evropě klesly až o 2,5 stupně Celsia pod normál (za „normál“ jsou považovány průměrné teploty v období let 1961–1990). Přetrvávající dopad sopečné zimy z roku 536 se ještě zvýšil v letech 539–540, kdy druhá sopečná erupce způsobila pokles letních teplot v Evropě až o 2,7 stupně Celsia pod normál.
Zatímco sopečné erupce ochlazování započaly, vědci se domnívají, že zvýšená ledová pokrývka oceánů (zpětná vazba na účinky sopek) spolu s výjimečným minimem sluneční aktivity v 7. století ochlazování ještě posílily a prodloužily.

## Regionální dopady

### Evropa
Období ochlazení se shoduje s Justiniánským morem, který začal v roce 541, ačkoli souvislost mezi morem a sopkami zůstává stále nejasná. Období ochlazení přispělo k migraci Langobardů a Slovanů na římská území v Itálii a na Balkáně.

### Střední východ
Podle výzkumu týmu ze Švýcarského federálního výzkumného institutu v Birmensdorfu vedl pokles teplot k dramatickému zvýšení porodnosti na Arabském poloostrově. Zvýšení nabídky potravin přispělo k arabské expanzi za hranice poloostrova v rámci islámských výbojů. Ochlazení vedlo také ke zvýšení napětí ve Východořímské říši a Sásánovské říši, což napomohlo muslimskému dobytí Levanty, Egypta a Persie.
Podle výzkumu izraelských vědců se v roce 540 začala výrazně zmenšovat velikost populace města Elusa v Negevské poušti a množství odpadků, které produkovala. V době největšího rozkvětu Elusy zde žily desítky tisíc lidí. K výraznému úpadku došlo kolem poloviny 6. století, tedy asi sto let před islámským dobytím. Jedním z možných vysvětlení krize byla pozdně antická malá doba ledová.

### Mezoamerika
Předpokládá se, že výbuch sopky Ilopango a následné povětrnostní jevy a neúspěchy v zemědělství byly přímou příčinou opuštění Teotihuacánu jeho původními obyvateli.